# Epistolele catolice
Epistolele catolice (numite și epistolele sobornicești) sunt șapte epistole din Noul Testament. Cuvântul catolic din expresia epistole catolice a fost o convenție care datează din secolul al IV-lea. La acea vreme, acest cuvânt însemna pur și simplu „general” și nu era legat în mod specific de nicio confesiune.
În ordinea apariției lor în Noul Testament, epistolele catolice sunt:
- Epistola sobornicească a lui Iacov
- Întâia epistolă a lui Petru
- A doua epistolă a lui Petru
- Întâia epistolă a lui Ioan
- A doua epistolă a lui Ioan
- A treia epistolă a lui Ioan
- Epistola lui Iuda